# Atropha gibbosa
Atropha gibbosa là một loài tò vò trong họ Ichneumonidae.